# 環戊二烯基銦(I)
环戊二烯基铟(I)，化學式為C5H5In，通常缩写为CpIn（Cp−為環戊二烯基陰離子），是一种含有+1氧化态铟的有机铟化合物，具有半夹心结构的环戊二烯基络合物。它是第一个 (1957年  ) 被發現報告的低价有机铟化合物。

## 制备和化学性質
环戊二烯基铟(I)可以輕易地通过氯化铟(I)与環戊二烯基鋰反应制备： 
{\displaystyle {\ce {InCl +CpLi->CpIn +LiCl}}}
环戊二烯基铟(I)可与三氟化硼、三氯化硼、三溴化硼、 三碘化硼和三甲基硼烷反应形成錯合物，例如：
{\displaystyle {\ce {CpIn + BF3 -> CpIn*BF3}}}
在这些錯合物中，環戊二烯基配体与铟原子的键合會从η5（π錯合）变为η1（σ键合）。
含有+1氧化态的铟，具InX2-(X為鹵素)阴离子的盐可由环戊二烯基铟(I)製備， 例如： 
{\displaystyle {\ce {C5H5In +HCl +NEt4Cl -> NEt4InCl2 + C5H6}}}

## 结构和鍵結
環戊二烯基銦(I)固體是聚合物，為交替的铟原子和茂单元所形成的锯齿形链组成。两个铟原子与每个茂环的相对面相互作用，几乎垂直于环平面，而两个环与每个铟原子相互作用，形成约128°的鍵角。 在气相中存在的環戊二烯基銦(I)单体中，铟原子位于芳族茂的中心轴上。
環戊二烯基銦(I)的键結研究表明，环戊二烯基阴离子的芳环电子會与铟的5s和5p原子轨道相互作用，而铟原子上的孤对電子是主要特征。
|                                                         |
|                                                         |
| 在环戊二烯基铟(I)的晶体结构中CpIn链的球棒和空间填充模型 |